# Daigo Kobayashi
Daigo Kobayashi (小林 大悟 Kobayashi Daigo?, Fuji, Shizuoka, 19 de febrero de 1983) es un futbolista japonés que juega de centrocampista.

## Trayectoria
Comenzó su carrera profesional en el Tokyo Verdy donde ganó la Copa del Emperador en 2004 y la Supercopa de Japón en el 2005. En el mismo año descendieron, lo que marcó su fin en Tokio. Firmó por el Omiya Ardija al inicio de la temporada 2006 y rápidamente se convirtió en su jugador estrella. Después de la Copa Mundial de Fútbol de 2006 jugó su primer partido internacional.
El éxito fue corto, se le dio la oportunidad de ir al club noruego Stabæk IF. El 8 de marzo hizo su debut oficial con el Stabæk IF en la Supercopa de Noruega, donde salió campeón contra el Vålerenga con un papel importante de Daigo.
El 27 de enero de 2010, firmó un contrato por 18 meses con el club griego Iraklis FC. Jugó 15 encuentros en el club griego y luego regresó a Japón donde fichó por el Shimizu S-Pulse.
El jugador probó fortuna en el Vancouver Whitecaps FC de la MLS en enero de 2013, y jugó en el club en la temporada 2013. Aunque no firmó un contrato con el club, fue intercambiado al New England Revolution en el 2014 por la selección de la cuarta ronda del Superdraft de la MLS de 2016.
En marzo de 2018, Kobayashi se unió a Las Vegas Lights FC de la USL. La temporada siguiente fichó por el Birmingham Legion FC, para jugar la primera temporada del club en la USL Championship.

## Selección nacional
Representó a Japón en la Copa Mundial de Fútbol Juvenil de 2003, donde alcanzó los cuartos de final antes de ser golpeado por los eventuales campeones de Brasil. También representó a Japón en Campeonato Juvenil de la AFC en el 2002, donde quedó en segundo lugar, después de perder 1-0 contra Corea del Sur en la final.
Hizo su debut con la selección de fútbol de Japón en un partido amistoso contra la selección de fútbol de Trinidad y Tobago el 9 de agosto de 2006, donde entró sustituyendo en el minuto 56 a Koji Yamase.

### Participaciones en Copas del Mundo
| Mundial                                | Sede                   | Resultado   |
| -------------------------------------- | ---------------------- | ----------- |
| Copa Mundial de Fútbol Juvenil de 2003 | Emiratos Árabes Unidos | 4º de final |

## Clubes
| Club                   | País           | Año       |
| ---------------------- | -------------- | --------- |
| Tokyo Verdy            | Japón          | 2001-2005 |
| Omiya Ardija           | Japón          | 2006-2008 |
| Stabæk IF              | Noruega        | 2009      |
| Iraklis FC             | Grecia         | 2010      |
| Shimizu S-Pulse        | Japón          | 2011-2012 |
| Vancouver Whitecaps FC | Canadá         | 2013      |
| New England Revolution | Estados Unidos | 2014-2017 |
| Las Vegas Lights FC    | Estados Unidos | 2018      |
| Birmingham Legion      | Estados Unidos | 2019-2021 |

## Palmarés

### Campeonatos nacionales
| Título             | Club        | País    | Año  |
| ------------------ | ----------- | ------- | ---- |
| Copa del Emperador | Tokyo Verdy | Japón   | 2004 |
| Supercopa de Japón | Tokyo Verdy | Japón   | 2005 |
| Superfinalen       | Stabæk IF   | Noruega | 2009 |